# Esmeral Tunçluer
Esmeral Tunçluer (7 de abril de 1980) é uma basquetebolista profissional turca-neerlandesa.

## Carreira
Esmeral Tunçluer integrou a Seleção Turca de Basquetebol Feminino, em Londres 2012.